# Cahay
Cahay est un village de la commune belge de Vielsalm située en Région wallonne dans la province de Luxembourg. Il fait partie de la section de Vielsalm.

## Géographie
Cahay est bordé au nord-ouest par le village de Vielsalm et au sud par la carrière du Renard, classée.

## Histoire
Cahay était jadis le noyau de l’exploitation ardoisière.